# Pachythone xanthe
Pachythone xanthe är en fjärilsart som beskrevs av Bates 1868. Pachythone xanthe ingår i släktet Pachythone och familjen Riodinidae. Inga underarter finns listade i Catalogue of Life.